# Starîi Skalat, Pidvolociîsk
Starîi Skalat (în ucraineană Старий Скалат) este localitatea de reședință a comunei Starîi Skalat din raionul Pidvolociîsk, regiunea Ternopil, Ucraina.

## Demografie
Componența lingvistică a localității Starîi Skalat
     Ucraineană (98,89%)
     Alte limbi (1,11%)
Conform recensământului din 2001, majoritatea populației localității Starîi Skalat era vorbitoare de ucraineană (98,89%), existând în minoritate și vorbitori de alte limbi.